# Neolumpenus unocellatus
Neolumpenus unocellatus és una espècie de peix de la família dels estiquèids i l'única del gènere Neolumpenus.

## Descripció
- La femella fa 13,14 cm de llargària màxima.
- Cap espina i 51 radis tous a l'aleta dorsal.
- 2 espines i 31 radis tous a l'aleta anal.
- 57 vèrtebres.[7]

## Hàbitat i distribució geogràfica
És un peix marí, demersal i de clima temperat, el qual viu al Pacífic nord-occidental: el nord de l'illa de Hokkaido (el Japó).

## Observacions
És inofensiu per als humans i la seua existència és coneguda només per un sol exemplar descobert a l'estómac d'un Gadus macrocephalus.